# Mid Yell

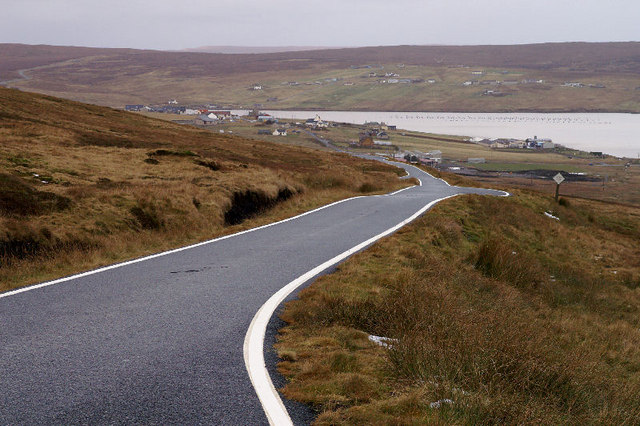
Blick auf den Ort

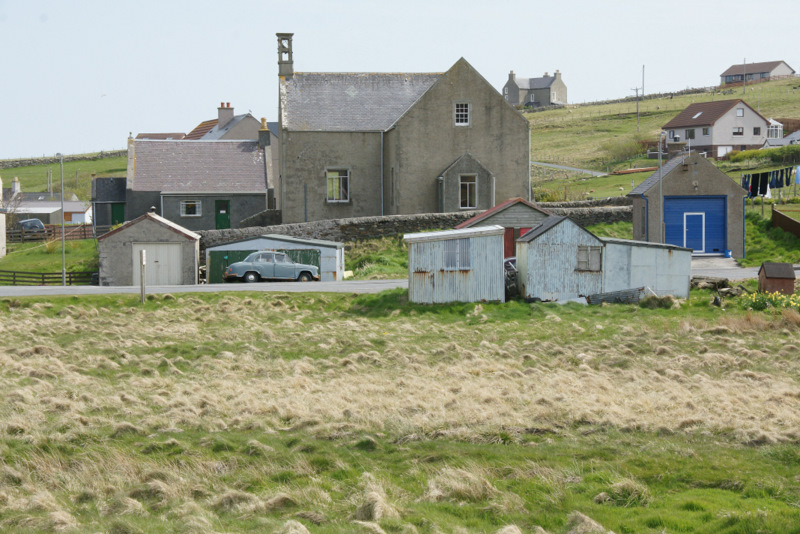
Die Kirche von Mid Yell

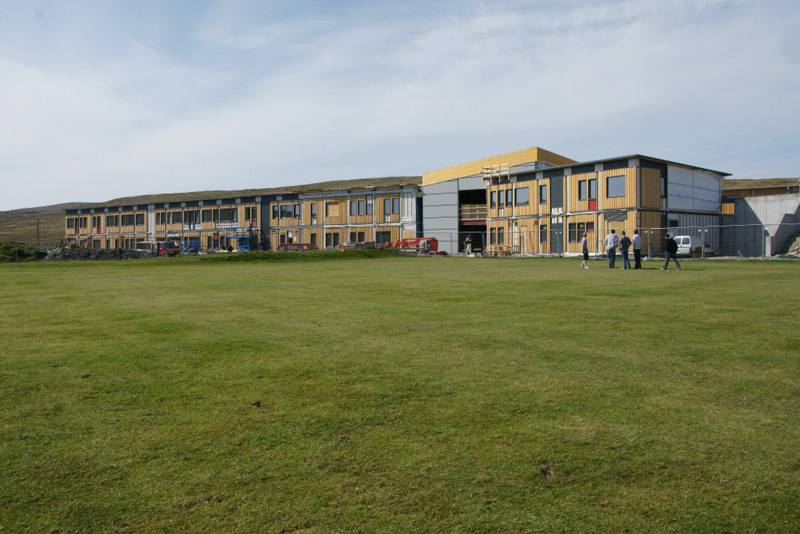
Die Schule in Mid Yell

Mid Yell ist eine Ortschaft, die im Norden der zu Schottland zählenden Shetlands liegt.

## Geographie
Mid Yell liegt am südlichen Ufer der Meeresbucht Mid Yell Voe im zentralen Bereich von Yell und ist zugleich der Hauptort der Insel. Hier gibt es einen Hafen für Fischer sowie zwei Fabriken zur Verarbeitung des Fangs. Hinzu kommen eine Junior High School und ein Freizeitzentrum.

## Historisches
Im Rahmen der historischen Gliederung Schottlands in Civil Parishes zählt Mid Yell zu Yell. Im Ort sind vier Bauwerke als Listed Building in unterschiedlichen Kategorien unter Denkmalschutz gestellt worden. Diese sind die Kirche St John’s Kirk, das ehemalige zugehörige Pfarrhaus, das Haus Haa of Gardie sowie das Linkshouse.

## Verkehr
Die, am Rande des Ortes verlaufende A968 verbindet Ulsta im Südwesten mit Gutcher im Nordosten der Insel.